# Hockey Breganze 2018-2019
Questa voce raccoglie le informazioni riguardanti l'Hockey Breganze nelle competizioni ufficiali della stagione 2018-2019.

## Maglie e sponsor
Lo sponsor ufficiale per la stagione 2018-2019 è Lanaro Fainazè.
| 1ª divisa | 2ª divisa |

## Organigramma societario
- Presidente: Antonello Turle
- Vicepresidente: Stefano Volpe
- Consiglieri: Roberto Dalla Valle, Corrado Fantin, Massimiliano Martini
- Direttore sportivo: Enrico Gonzo
- Segretaria: Maddalena Castello
- Addetto stampa: Fausto Pozzan

## Organico
Rosa e numerazione, tratte dal sito internet ufficiale della società, aggiornate a ottobre 2018.

### Giocatori
| N° | Naz.                 | Ruolo | Sportivo          |  |  |  |
| -- | -------------------- | ----- | ----------------- |  |  |  |
| 4  | Italia (bandiera)    | E     | Guido Sgaria      |  |  |  |
| 9  | Italia (bandiera)    | E     | Samuele Muglia    |  |  |  |
| 10 | Italia (bandiera)    | P     | Bruno Sgaria      |  |  |  |
| 14 | Spagna (bandiera)    | E     | Eloi Mitjans      |  |  |  |
| 23 | Spagna (bandiera)    | E     | Gérard Teixidó    |  |  |  |
| 24 | Italia (bandiera)    | P     | Fabio Mabilia     |  |  |  |
| 27 | Argentina (bandiera) | E     | Lucas Martínez    |  |  |  |
| 29 | Italia (bandiera)    | E     | Mattia Cocco      |  |  |  |
| 53 | Italia (bandiera)    | E     | Stefano Del Santo |  |  |  |

### Staff tecnico
- 1º Allenatore:  Diego Mir
- 2º Allenatore:
- Meccanico:  Stefano Bocconcello